# Walter Murdoch
Sir Walter Logie Forbes Murdoch, KCMG (n. 17 septembrie 1874  –  d. 30 iulie 1970) a fost un cunoscut om de cultură, profesor universitar și eseist australian, faimos pentru inteligența, umorul și umanismul său. A fost profesor fondator (Founding Professor) al studiilor de limbă engleză și rector al Universității statului Western Australia (acronim, UWA) din Perth. 
Walter Murdoch a fost unul membrii Familiei Murdoch, care a fost una din familiile de  vază din viața publică din Australia. A fost tatăl lui Catherine Helen Murdoch, cunoscută ulterior ca Catherine King MBE (1904 – 2000), o prezentatoare radio din statul Western Australia. Walter Murdoch a fost, de asemenea, unchiul jurnalistului și executivului din domeniul știrilor Sir Keith Murdoch, respectiv unchiul cunoscutului media mogul de azi Rupert Murdoch. O instituție de învățământ superior, Murdoch University, din Perth, este numită în onoarea lui Walter Murdoch, precum și suburbia din jurul campusului universitar, Murdoch. 

## Viață timpurie (înainte de 1885)
Walter Murdoch s-a născut la 17 septembrie 1874 în localitatea Rosehearty, Scoția ca fiu al preotului (în original, Reverend) James Murdoch, preot al Free Church of Scotland (Biserica liberă a Scoției) și al soției sale Helen, născută Garden, fiind cel mai mic din cei 14 copii ai acestora. Întreaga familie a emigrat în 1884 în Australia. 

## Viață timpurie ca profesor și mariaj
După ce a petrecut primii zece ani ai vieții sale în Rosehearty, iar apoi în Anglia și Franța, Walter și întrega sa familie au ajuns la Melbourne în 1884. A urmat cursurile școlii medii și liceale Camberwell Grammar School și apoi anii universitari la Scotch College.  Ulterior la University of Melbourne, ca student al Ormond College, a câștigat locuri întâi în clasele de logică și filozofie.
După dobândirea unei oarecare experiențe în a preda, atât la țară cât și în medii suburbane, la sfârșitul anului 1903, cariera academică a lui Murdoch a început prin ocuparea unei poziții didactice la Melbourne University, în calitate de asistent universitar al catedrei de limbă engleză. Această catedră devenise sub conducerea profesorului T. G. Tucker un adevărat departament. Murdoch a publicat primul său eseu, '"The new school of Australian poets'" (Noua școală a poeților australieni) în 1899, după care a continuat să scrie în revista literară Argus, sub pseudonimul Elzevir, având propria sa rubrică, care apărea constant din 1905, intitulată Books and Men.

## Implicare politică
In addition to his academic teaching and the benefits which the young university obtained from his extramural activities, Murdoch was to remain a member of its governing body after he resigned from his chair in 1939. Chancellor in 1943–48, he was appointed a Commander of the Order of St Michael and St George (CMG) in 1939 and raised to Knight Commander of the Order (KCMG) in 1964.  The university awarded him an honorary D.Litt. in 1948. He had been president of the local League of Nations Union from its foundation in the early 1920s until 1936, was president of the Kindergarten Union in 1933–36, and supported movements for women's rights.

## Cărți publicate
- 1910 - Loose Leaves (Frunze desprinse)
- 1923 - Alfred Deakin: A sketch (Alfred Deakin: O schiță)
- 1923 - The Oxford Book of Australasian Verse (Cartea Oxford a versului australasiatic)
- Speaking Personally (1930)
- Saturday Mornings (1931)
- Moreover (1932)
- The Wild Planet (1934)
- Lucid Intervals (1936)
- The Spur of the Moment (1939)
- Steadfast: a commentary (1941)
- The Collected Essays of Walter Murdoch (1945)
- Australian Short Stories (editor) (1951)
- Answers (1953)
- Selected Essays (1956)
- 72 Essays: A Selection (1970)
- On Rabbits, Morality, etc.: Selected writings of Walter Murdoch (edited by Imre Salusinszky, foreword by Rupert Murdoch) (2011)